# 깔대기늑대거미아과
깔대기늑대거미아과(Web funnel wolf spiders)는 늑대거미과에 속한 거미의 한 아과이다. 다음과 같은 세 속이 속해있다:
- Aglaoctenus(en:Aglaoctenus)
- Sosippus(en:Sosippus)
- Hippasa